# Armoriale delle famiglie italiane (Alc-Alg)
Questo è l'armoriale delle famiglie italiane il cui cognome inizia con le lettere che vanno da Alc ad Alg.

## Armi

### Alc
| Stemma | Casato e blasonatura |
| ------ | --- |
|        | Alcaini (Venezia) Titoli: conte (la blasonatura non è stata ancora caricata) |
|        | Alciati (Vercelli) Titolo: Signori di Borgo d'Ale, Casalvolone, Castelletto Ticino e Mottalciata, Salasco, Viancino Fasciato d'azzurro e argento Motto: Tout à l'aventure o Tout à la venture (citato in SUBL)                                                             |
|        | Alciati (Cesena) (la blasonatura non è stata ancora caricata) (citato in BLCW) Immagine in Blasone Cesenate. |
|        | Alciatus (Milano) (la blasonatura non è stata ancora caricata) (citato in UNFE) Immagine nella Biblioteca Estense Universitaria (id. 5426). |
|        | Alciatus (Milano) (la blasonatura non è stata ancora caricata) (citato in UNFE) Immagine nella Biblioteca Estense Universitaria (id. 5485). |
|        | Alcono (Sicilia) Titolo: barone di Bulgarano di rosso, con tre caprioli d'oro accompagnati da una croce potenziata d'oro situata sopra il secondo capriolo (citato in NBSC) (Cenno storico in Famiglie nobili di Sicilia (archiviato dall'url originale il 5 marzo 2016).) |
|        | Alcorace o Alcoraci (Mazara) d'argento, al montone rampante di nero (citato in Mango e in NBSC) (Cenno storico in Famiglie nobili di Sicilia (archiviato dall'url originale il 5 marzo 2016).)                                                                             |

### Ald
| Stemma | Casato e blasonatura |
| ------ | --- |
|        | Aldana (Firenze) Inquartato: nel 1º e 4º di rosso, a cinque gigli d'oro, 2.1.2; nel 2º e 3º d'oro, a due lupi passanti di rosso, ordinati uno sull'altro (immagine di ASFI in archiviodistato.firenze.it, https://web.archive.org/web/20150923173606/http://www.archiviodistato.firenze.it/ceramellipapiani2/index.php?page=Famiglia&id=99 (archiviato dall'url originale il 23 settembre 2015).) (citato in ASFI) |
|        | Aldana Maldonado (Firenze) inquartato: nel 1º e 4º di rosso ai cinque gigli d'oro; nel 2º e 3º d'oro ai due lupi di rosso l'uno sull'altro (citato in SPRE – Vol. I pag. 349) 5 gigli di oro su rosso posti in croce di Sant'Andrea - 2 lupi passanti di rosso un sull'altro su oro (citato in LEOM) |
|        | Aldegati (Mantova) Gatto (citato in DAlena) |
|        | Aldemondo (Sicilia) di argento con una fascia di vajo, accompagnata da una croce d'azzurro in capo (citato in NBSC) (Cenno storico in Famiglie nobili di Sicilia (archiviato dall'url originale il 5 marzo 2016).) |
|        | Aldemoresco (Napoletano) (la blasonatura non è stata ancora caricata) (citato in NBNA) |
|        | Aldemoresco (Napoletano) (la blasonatura non è stata ancora caricata) (troncato palizzato d'azzurro e d'oro) (citato in NBNA) |
|        | Aldemoresco (Napoletano) (la blasonatura non è stata ancora caricata) (troncato palizzato d'azzurro e d'oro, al capo d'argento caricato di una croce di rosso) (citato in NBNA) |
|        | Aldemoresco o Moresco (Napoli) troncato palizzato di azzurro e di argento - crocetta di rosso su argento in capo (citato in LEOM) |
|        | Alderighi (Pistoia) Losangato d'oro e d'azzurro (citato in ASFI) |
|        | Alderisio (Sicilia) di rosso con un monte d'oro sormontato da un giglio dell'istesso metallo (citato in NBSC) (Cenno storico in Famiglie nobili di Sicilia (archiviato dall'url originale il 5 marzo 2016).) |
|        | Alderotti (Firenze) D'azzurro, al monte di sei cime d'argento (o d'oro), sormontato da tre stelle a otto punte d'oro, ordinate in fascia (immagine di ASFI in archiviodistato.firenze.it, https://web.archive.org/web/20150923173302/http://www.archiviodistato.firenze.it/ceramellipapiani2/index.php?page=Famiglia&id=101 (archiviato dall'url originale il 23 settembre 2015).) (citato in ASFI) (DE) In Blau oben 3 achtstrahlige goldene Sterne balkenweise, unten 1 schwebender silberner Sechsberg (citato in KHIF) |
|        | Alderotti (Toscana) (DE) In Blau 5 achtstrahlige goldene Sterne und 1 schwebender goldener Sechsberg, 1:2:2:1 gestellt (citato in KHIF) |
|        | Alderotti (Toscana) (DE) In Blau oben 2 achtstrahlige goldene Sterne balkenweise, unten 1 schwebender goldener Sechsberg (citato in KHIF) |
|        | Alderotti (Toscana) (DE) In Blau 1 schwebender silberner Sechsberg, oben begleitet von 2 achtstrahligen goldenen Sternen balkenweise (citato in KHIF) |
|        | Aldieri (Firenze) Trinciato cuneato d'argento e di nero (immagine di ASFI in archiviodistato.firenze.it, https://web.archive.org/web/20150923173303/http://www.archiviodistato.firenze.it/ceramellipapiani2/index.php?page=Famiglia&id=102 (archiviato dall'url originale il 23 settembre 2015).) (citato in ASFI) |
|        | Aldigatti (Cesena) (la blasonatura non è stata ancora caricata) (citato in BLCW) Immagine in Blasone Cesenate. |
|        | Aldigeri (Sicilia) d'oro, a tre fasce di rosso. (citato in Mango) |
|        | Aldighieri (Firenze) D'argento, alla croce vuota gigliata d'azzurro (immagine di ASFI in archiviodistato.firenze.it, https://web.archive.org/web/20150923173304/http://www.archiviodistato.firenze.it/ceramellipapiani2/index.php?page=Famiglia&id=103 (archiviato dall'url originale il 23 settembre 2015).) (citato in ASFI) |
|        | Aldighieri (Toscana) (DE) In Blau 1 golden bordiertes endgespitztes rotes Kreuz (citato in KHIF) |
|        | Aldighieri (Toscana) (DE) In Gold 1 blaues Wellenkreuz, begleitet von 1 achtstrahligen blauen Stern im linken Obereck und 1 abnehmenden blauen Halbmond im rechten Untereck (citato in KHIF) |
|        | Aldighieri (Bologna) (fasciato d'oro e di rosso) (citato in BLBO - immagine in Blasone Bolognese (archiviato dall'url originale il 7 aprile 2017).) |
|        | Aldimari (Firenze) troncato d'oro e d'azzurro (Immagine nella Raccolta stemmi Trippini (JPG).) alias troncato d'oro e d'azzurro; al capo d'argento, caricato di una croce di rosso (Immagine nella Raccolta stemmi Trippini (JPG).) |
|        | Aldimari Spaccato d'oro e d'azzurro, caricato il 1° da un'aquila di nero coronata d'oro; il 2° da tre bande d'oro; colla fascia d'azzurro attraversante sulla partizione, caricata da tre stelle d'oro Cimiero: una spada d'argento, manicata d'oro, colla punta al basso, attraversate sopra un libro aperto d'argento, coi margini di rosso (citato in DAlena (Crollalanza)) |
|        | Aldini (Firenze) D'azzurro, alla ruota d'oro (o di nero), sormontata da un compasso aperto in scaglione dello stesso (citato in ASFI) |
|        | Aldini (Cesena) (la blasonatura non è stata ancora caricata) (citato in BLCW) Immagine in Blasone Cesenate. |
|        | Aldini (Cesena) (la blasonatura non è stata ancora caricata) (citato in BLCW) Immagine in Blasone Cesenate. |
|        | Aldobrandeschi (Siena) D'oro, alla figura partita di mezzo leone di rosso a destra e di mezza aquila dello stesso a sinistra (citato in ASFI) alias D'oro, alla figura partita di mezzo leone di rosso a destra e di mezza aquila dello stesso a sinistra, con il capo dell'Impero (citato in ASFI) mezzo leone rampante di rosso unito ad una mezza aquila rivolta dello stesso su oro - capo d'Impero (citato in LEOM) |
|        | Aldobrandi (Firenze) Fasciato ondato di verde e d'oro; con il capo del secondo caricato di due foglie del primo (immagine di ASFI in archiviodistato.firenze.it, https://web.archive.org/web/20150923173307/http://www.archiviodistato.firenze.it/ceramellipapiani2/index.php?page=Famiglia&id=106 (archiviato dall'url originale il 23 settembre 2015).) alias Fasciato ondato di verde e d'oro; con il capo del secondo caricato di due foglie del primo, con il capo d'Angiò (citato in ASFI) |
|        | Aldobrandi (Pescia) Di…, a tre bande di vaio (citato in ASFI) |
|        | Aldobrandi (Pistoia, Firenze) D'argento, al leone di rosso, coronato d'oro (citato in ASFI) |
|        | Aldobrandi o Bellincioni o Aldobrandi Bellincioni (Toscana) (DE) In Blau 1 goldener Schrägbalken, beidseitig begleitet von je 1 goldenen Lilie (citato in KHIF) |
|        | Aldobrandi o Aldobrandi di Lippo (Toscana) (DE) In Rot 1 goldenes Kreuz, bewinkelt von 4 achtstrahligen goldenen Sternen (citato in KHIF) |
|        | Aldobrandi (Toscana) (DE) In Rot 1 aus dem linken Schildrand hervorkommender blau-gold geharnischter und mit 1 silbernen Hemd bekleideter Rechtarm, 1 golden gegrifftes blaues Schwert … (citato in KHIF) |
|        | Aldobrandi (Cesena) (la blasonatura non è stata ancora caricata) (citato in BLCW) Immagine in Blasone Cesenate. |
|        | Aldobrandini o Aldobrandini di Madonna (Firenze) d'azzurro alla banda doppiomerlata d'oro, accostata da sei stelle a otto punte dello stesso, ordinate tre per lato (DE) In Blau 1 goldener Gegenzinnenschrägbalken, beidseitig begleitet von je 3 achtstrahligen goldenen Sternen schrägbalkenweise (citato in KHIF) alias; d'azzurro alla banda doppiomerlata d'oro, accostata da sei stelle a sei punte dello stesso, ordinate tre per lato (Immagine nella Raccolta stemmi Trippini (JPG).) (la blasonatura non è stata ancora caricata) (citato in UNFE) Immagine nella Biblioteca Estense Universitaria (id. 2773). |
|        | Aldobrandini (Cesena) (la blasonatura non è stata ancora caricata) (citato in BLCW) Immagine in Blasone Cesenate. |
|        | Aldobrandini di Madonna (Toscana) (DE) In Blau 1 goldener Gegenzinnenbalken, begleitet oben von 3 achtstrahligen goldenen Sternen balkenweise, unten von 3 achtstrahligen goldenen Sternen, 2:1 … (citato in KHIF) |
|        | Aldobrandini (Fano, Firenze, Roma) d'azzurro alla banda controdoppiomerlata, accostata da 6 stelle di 8 raggi, il tutto d'oro (citato in SPRE – Vol. I pag. 350) d'azzurro, alla banda doppio merlata d'oro accompagnata da 6 stelle (8) del medesimo (citato in GUCA – pag. 12, in MONT - pag. 95 e in DAlena) d'azzurro, alla banda doppio merlata d'oro, costeggiata da sei stelle dello stesso, di otto di raggi (citato in Mango) banda doppiomerlata di oro su azzurro accompagnata da - 6 stelle (8 raggi) dello stesso poste in doppia banda su azzurro (citato in LEOM) D'azzurro alla banda contro doppio merlata d'oro accompagnata da sei stelle dello stesso, di otto raggi, poste tre al di sopra e tre al di sotto (citato in Campidoglio, vol. I, pag. 38, immagine in Rust, Aldobrandini (PDF). URL consultato il 6 aprile 2017 (archiviato dall'url originale il 4 marzo 2016).) (citato in UNFE) Immagine nella Biblioteca Estense Universitaria (id. 5335 e id. 7402). |
|        | Aldobrandini (la blasonatura non è stata ancora caricata) (citato in UNFE) Immagine nella Biblioteca Estense Universitaria (id. 448). |
|        | Aldobrandini (Sicilia) d'azzurro con una banda doppio merlata, accostata da sei stelle d'oro situate 3 in capo e 3 in punta (citato in NBSC) (Cenno storico in Famiglie nobili di Sicilia (archiviato dall'url originale il 5 marzo 2016).) |
|        | Aldobrandini d'azzurro, alla testa di donna di carnagione, cinita d'oro, con tre bande dello stesso, ritirate nel capo (citato in MONT – pag. 154) |
|        | Aldobrandini (Firenze) D'azzurro, alla croce di sant'Andrea d'oro (citato in ASFI) |
|        | Aldobrandini (Pistoia) Di verde, alla banda d'oro alias Di verde, alla banda di rosso (citato in ASFI) |
|        | Aldobrandini (Siena) Partito d'oro e d'azzurro, alla fascia dell'uno all'altro (citato in ASFI) |
|        | Aldobrandini (Toscana) (DE) In Blau 1 goldener Schrägbalken, beidseitig begleitet von je 1 goldenen Lilie (citato in KHIF) |
|        | Aldobrandini Carini (Firenze) Inquartato decussato: nel 1º e 4º d'azzurro, al crescente volto d'argento; nel 2º e 3º d'argento pieno (citato in ASFI) |
|        | Aldobrandini di Ghingo o Aldobrandini (Firenze) Di rosso, alla croce d'oro (immagine di ASFI in archiviodistato.firenze.it, https://web.archive.org/web/20150923173311/http://www.archiviodistato.firenze.it/ceramellipapiani2/index.php?page=Famiglia&id=113 (archiviato dall'url originale il 23 settembre 2015).) (citato in ASFI) (DE) In Rot 1 goldenes Kreuz (citato in KHIF) |
|        | Aldobrandini di Lippo (Firenze) D'azzurro, alla banda d'oro accompagnata da due gigli dello stesso, uno nel cantone sinistro del capo e l'altro nel cantone destro della punta (immagine di ASFI in archiviodistato.firenze.it, https://web.archive.org/web/20150923173313/http://www.archiviodistato.firenze.it/ceramellipapiani2/index.php?page=Famiglia&id=114 (archiviato dall'url originale il 23 settembre 2015).) (citato in ASFI) |
|        | Aldobrandini di Madonna (Firenze, Pistoia) D'azzurro, alla banda doppiomerlata d'oro, accostata da sei stelle a otto (o sei) punte dello stesso, ordinate tre per lato (immagine di ASFI in archiviodistato.firenze.it, https://web.archive.org/web/20150923173314/http://www.archiviodistato.firenze.it/ceramellipapiani2/index.php?page=Famiglia&id=115 (archiviato dall'url originale il 23 settembre 2015).) (citato in ASFI) |
|        | Aldobrandini Rossi (Firenze) D'azzurro, alla croce d'oro, accantonata da quattro stelle a otto punte dello stesso (citato in ASFI) |
|        | Aldobrandino (Napoletano) (la blasonatura non è stata ancora caricata) (citato in NBNA) |
|        | Aldobrandinus (Firenze) (la blasonatura non è stata ancora caricata) (citato in UNFE) Immagine nella Biblioteca Estense Universitaria (id. 5517). |
|        | Aldobrandinus (Firenze) (la blasonatura non è stata ancora caricata) (citato in UNFE) Immagine nella Biblioteca Estense Universitaria (id. 7440 e id. 7443 e id. 7445 e id. 7448 e id. 7455 e id. 7457). |
|        | Aldobrandinus ( ? ) (la blasonatura non è stata ancora caricata) (citato in UNFE) Immagine nella Biblioteca Estense Universitaria (id. 7475). |
|        | Aldoini (Andres, Venezia) (la blasonatura non è stata ancora caricata) (citato in UNFE) Immagine nella Biblioteca Estense Universitaria (id. 5662). |
|        | Aldomoresco Spaccato palizzato d'azzurro e d'argento, col capo del secondo, caricato da una croce scorciata di rosso (citato in DAlena) |
|        | Aldomorisco o Aldomoresco (Napoli, Lecce, Otranto) spaccato palizzato d'azzurro e d'argento, al capo caricato di una croce rossa (citato in PRTS) |
|        | Aldomorisco o Aldomoresco (Sicilia) d'oro con una testa di moro al copricapo d'argento (citato in PRTS) |
|        | Aldonato (Napoletano) (la blasonatura non è stata ancora caricata) (citato in NBNA) |
|        | Aldrovandi (Bologna) d'azzurro, allo scaglione abbassato sotto una fascia diminuita, sormontata da una rosa, il tutto d'oro (citato in MONT – pag. 95 e in DOLF - pag. 40) (la blasonatura non è stata ancora caricata) (citato in UNFE) Immagine nella Biblioteca Estense Universitaria (id. 3640). (la blasonatura non è stata ancora caricata) (citato in BLBO - immagine in Blasone Bolognese (archiviato dall'url originale il 7 aprile 2017).) |
|        | Aldrovandi (Roma) D'azzurro, alla fascia d'oro accostata in capo da una rosa ed in punta da un capriolo il tutto d'oro (citato in Campidoglio, vol. I, pag. 40, immagine in Rust, Aldrovandi (PDF). URL consultato il 6 aprile 2017 (archiviato dall'url originale il 4 marzo 2016).) |
|        | Aldrovandi (Bologna) (la blasonatura non è stata ancora caricata) (citato in BLBO - immagine in Blasone Bolognese (archiviato dall'url originale il 7 aprile 2017).) |
|        | Aldrovandi (Bologna) (la blasonatura non è stata ancora caricata) (citato in BLBO - immagine in Blasone Bolognese (archiviato dall'url originale il 7 aprile 2017).) |
|        | Aldrovandi (Cesena) (la blasonatura non è stata ancora caricata) (citato in BLCW) Immagine in Blasone Cesenate. |
|        | Aldrovandi Marescotti (Bologna) d'azzurro, alla fascia accompagnata in capo da una rosa e in punta da un capriolo, il tutto d'oro; col capo dell'Impero (citato in SPRE – Vol. I pag. 350) fascia di oro su azzurro - rosa di oro su azzurro in alto - scaglione di oro su azzurro in basso - capo d'Impero (citato in LEOM) |
|        | Alduini (Veneto) (fasciato di rosso e d'argento di sei pezzi, al capo del secondo) (citato in STBV) (immagine dello Stemmario reale di Baviera.) |

### Ale
| Stemma | Casato e blasonatura |
| ------ | --- |
|        | Alé (Francia) (la blasonatura non è stata ancora caricata) (citato in UNFE) Immagine nella Biblioteca Estense Universitaria (id. 4368). |
|        | Aleandri (Friuli) Oleandro (citato in DAlena) |
|        | Aleandro (Venezia) Oleandro (citato in DAlena) |
|        | Aleardi (Verona) Giglio (citato in DAlena) |
|        | Aleardi (Andres, Venezia) (la blasonatura non è stata ancora caricata) (citato in UNFE) Immagine nella Biblioteca Estense Universitaria (id. 6952). |
|        | Aleardi (Ardies, Treviso, Venezia) (la blasonatura non è stata ancora caricata) (citato in UNFE) Immagine nella Biblioteca Estense Universitaria (id. 5654). |
|        | Aleardo (Veneto) (d'argento, alla fascia d'oro, accompagnata da tre gigli di rosso, due in capo e uno in punta) (citato in STBV) (immagine dello Stemmario reale di Baviera.) |
|        | Aledo (Sicilia) diviso nel 1° rosso con un castello d'oro ed un braccio armato sporgente dalla porta, accompagnato da due dadi d'argento con cinque punti neri, nel 2° d'argento con due cavalli neri passanti (citato in NBSC) (Cenno storico in Famiglie nobili di Sicilia (archiviato dall'url originale il 5 marzo 2016).) |
|        | Alegrini (Perugia) (la blasonatura non è stata ancora caricata) (citato in UNFE) Immagine nella Biblioteca Estense Universitaria (id. 7319). |
|        | Alemagna (Milano) partito: al 1º d'oro, alla mezza aquila di nero, coronata del campo, uscente dalla partizione; al 2º di oro a tre bande di rosso Cimiero: l'aquila di nero coronata d'oro, nascente (citato in SPRE – Vol. I pag. 351) mezza aquila bicipite di nero coronata di oro su oro uscente dalla partizione - 3 bande di rosso su oro (citato in LEOM) (Immagine nella Raccolta stemmi Trippini (JPG).) |
|        | Alemagna (Napoletano) (la blasonatura non è stata ancora caricata) (citato in NBNA) |
|        | Alemagna (Napoli) (la blasonatura non è stata ancora caricata) (citato in UNFE) Immagine nella Biblioteca Estense Universitaria (id. 2792). |
|        | Alemani (Cesena) (la blasonatura non è stata ancora caricata) (citato in BLCW) Immagine in Blasone Cesenate. |
|        | Alemanni (Sicilia) Leopardo (citato in DAlena) |
|        | Alemanni (Cesena) (la blasonatura non è stata ancora caricata) (citato in BLCW) Immagine in Blasone Cesenate. |
|        | Alemanno (Napoletano) (la blasonatura non è stata ancora caricata) (citato in NBNA) |
|        | Alenio (Napoletano) (la blasonatura non è stata ancora caricata) (citato in NBNA) |
|        | Alenzoni d'azzurro, a tre gigli d'oro, con la bordura di rosso, bisantata d'argento, di otto pezzi (citato in MONT – pag. 112) |
|        | Aleotti (Cesena) (la blasonatura non è stata ancora caricata) (citato in BLCW) Immagine in Blasone Cesenate. |
|        | Aleppi (Cagli) (la blasonatura non è stata ancora caricata) (citato in DAlena) |
|        | Alepri (Firenze) Partito: nel 1º di rosso, all'aquila dal volo abbassato d'oro (o d'argento), uscente dalla partizione; nel 2º palato di quattro pezzi d'oro e di rosso (oppure d'argento e di rosso) (immagine di ASFI in archiviodistato.firenze.it, https://web.archive.org/web/20150923173316/http://www.archiviodistato.firenze.it/ceramellipapiani2/index.php?page=Famiglia&id=117 (archiviato dall'url originale il 23 settembre 2015).) (citato in ASFI) |
|        | Alepri (Toscana) (DE) Gespalten: Rechts in Gold 1 rechtshalber roter Adler am Spalt, links 5mal silber-rot gespalten (citato in KHIF) |
|        | Alepson (Firenze) di rosso alla coppa d'oro, al serpente di verde ondeggiante in palo uscente dalla coppa, accostato da due colombi al volo spiegato di argento posati sull'orlo della coppa, quello di destra in atto di bere, fermo quello di sinistra, tutto sormontato da una corona comitale (citato in SPRE – Vol. I pag. 351) alias Di rosso, alla coppa d'oro dalla quale esce una biscia di verde guizzante in palo, in mezzo a due colombe d'argento, posate sull'orlo della coppa (citato in ASFI) coppa di oro su rosso da cui esce un - serpentello ondeggiante in palo rivolto di verde accompagnato da -2 colombe posate sulla coppa e affrontate di argento su rosso - il tutto sormontato da una corona comitale al naturale su rosso (citato in LEOM) |
|        | Alerami (Monferrato) d'argento, al capo di rosso (citato in CROL – pag. 14) La famiglia portava lo stesso stemma del Marchesato del Monferrato, di cui era titolare. |
|        | Aleroni (Firenze) Di…, al volo di…, accompagnato in punta da un uccello fermo di… (citato in ASFI) |
|        | Alesani (Cagliari) Troncato: al primo, d'azzurro, al sole d'oro nell'angolo destro del capo; al secondo, d'argento, all'aquila di nero, volante in banda verso il sole del primo punto (citato in Franchi-Verney, p. 4) |
|        | Alesio (Napoletano) (la blasonatura non è stata ancora caricata) (citato in NBNA) |
|        | Alessandrano o Lixandrano (Sicilia) Titolo: barone d'argento, all'aquila bicipite spiegata di nero, al mare d'azzurro, fluttuoso del campo, movente dalla punta (citato in Mango) d'argento con un'aquila nera bicipite e di sotto onde marine (citato in NBSC) (Cenno storico in Famiglie nobili di Sicilia (archiviato dall'url originale il 5 marzo 2016).) |
|        | Alessandretti (Imola, Bologna) d'azzurro al serpe ondeggiante in palo, uscente da un cespuglio erboso movente dalla punta dello scudo, il tutto al naturale e accompagnato in capo da tre stelle di cinque raggi d'oro (citato in SPRE – Vol. I pag. 352) serpente ondeggiante in palo su cespuglio uscente dalla punta tutto al naturale su azzurro - 3 stelle (5 raggi) di oro poste in fascia in alto su azzurro (citato in LEOM) |
|        | Alessandri (Firenze) d'azzurro all'agnello bifronte d'argento passante accompagnato nel cantone destro del capo da due palme di verde infilzate in una corona all'antica d'oro caricata sul cerchio del motto, col capo dell'impero orientale sostenuto dal capo di Leone X Motto: Le bel et le bon (citato in SPRE – Vol. I pag. 352) agnello bicefalo di argento passante su azzurro - 2 foglie di palma di verde incrociate e ficcate in una corona all'antica di oro in alto a sinistra su azzurro - capo dell'Impero orientale - capo di Leone X (citato in LEOM) |
|        | Alessandri (Abruzzo) Spaccato: nel 1° d'azzurro alla pecora bicipite al naturale; nel 2° di verde (citato in DAlena) |
|        | Alessandri (Firenze) D'azzurro, all'agnello a due teste addossate d'argento, passante (immagine di ASFI in archiviodistato.firenze.it, https://web.archive.org/web/20151007035645/http://www.archiviodistato.firenze.it/ceramellipapiani2/index.php?page=Famiglia&id=120 (archiviato dall'url originale il 7 ottobre 2015).) d'azzurro, alla pecora bicipite passante d'argento (citato in GUCA – pag. 79 e in DAlena) (DE) In Blau 1 doppelköpfiges silbernes Lamm (citato in KHIF) alias D'azzurro, all'agnello a due teste addossate d'argento, passante e sormontato da una corona radiata d'oro infilata da due rami di palma decussati di verde (Immagine nella Raccolta stemmi Trippini (JPG).) alias D'azzurro, all'agnello a due teste addossate d'argento, passante e sormontato da una corona radiata d'oro infilata da due rami di palma decussati di verde, con il capo di Leone X, abbassato sotto il capo dell'Impero d'Oriente (citato in ASFI) |
|        | Alessandri (Livorno) Titolo: Nobile di argento alla pecora bicipite passante di nero sulla campagna erbosa di verde (citato in SPRE – Vol. I pag. 353 e Vol. IX pag. 199) pecora bicefala passante di nero su terrazzo di verde su argento (citato in LEOM) |
|        | Alessandri (Pistoia, Livorno, Firenze) D'argento, all'agnello a due teste addossate di nero, passante sul terreno al naturale (immagine di ASFI in archiviodistato.firenze.it, https://web.archive.org/web/20150923173324/http://www.archiviodistato.firenze.it/ceramellipapiani2/index.php?page=Famiglia&id=121 (archiviato dall'url originale il 23 settembre 2015).) (citato in ASFI) |
|        | Alessandri (Bergamo e Argentina) Titoli: Nobile (di Bergamo), Conte di Ceplecischis e terre annesse di oro, al leone d'azzurro, colla banda trinciata di argento e di nero, attraversante (citato in SPRE – Vol. I pag. 353) banda trinciata di argento e di nero su - leone rampante di azzurro su oro (citato in LEOM) Cimiero: il leone di azzurro, nascente |
|        | Alessandri (Bergamo e Argentina) Titoli: Nobile (di Bergamo), Conte di Ceplecischis e terre annesse di azzurro al leone d'oro linguato di rosso, attraversato da una banda listata sopra di rosso, sotto d'oro (citato in SPRE – Vol. IX pag. 199) banda trinciata di rosso e di oro su leone rampante di oro su azzurro (citato in LEOM) |
|        | Alessandri (Fossano) Bandato d'argento e di rosso alias Bandato di rosso e d'argento Motto: Puris pura (citato in SUBL) |
|        | Alessandri (Toscana) (DE) Durch 1 goldenen Balken rot-blau geteilt, oben 1 goldener Adler, überhöht von 1 goldenen Krone, unten in Blau 1 silbernes Lamm mit 1 rot-silber geteilten … (citato in KHIF) |
|        | Alessandri (Toscana) (DE) In Blau 1 silberner Löwe, überhöht von 1 goldenen Krone (citato in KHIF) |
|        | Alessandri (Cesena) (la blasonatura non è stata ancora caricata) (citato in BLCW) Immagine in Blasone Cesenate. |
|        | Alessandrini (Firenze) D'azzurro, al leone d'oro, coronato dello stesso (immagine di ASFI in archiviodistato.firenze.it, https://web.archive.org/web/20151007054636/http://www.archiviodistato.firenze.it/ceramellipapiani2/index.php?page=Famiglia&id=122 (archiviato dall'url originale il 7 ottobre 2015).) (citato in ASFI) (DE) In Blau 1 goldener Löwe, überhöht von 1 goldenen Krone (citato in KHIF) |
|        | Alessandro o D'Alessandro (Sicilia) d'oro, al cavallo bucefalo corrente di nero (citato in Mango e in NBSC) (Cenno storico in Famiglie nobili di Sicilia (archiviato dall'url originale il 5 marzo 2016).) |
|        | Alessandro (Napoletano) d'oro al leone rosso con la banda nera, caricata da tre stelle di campo ad otto raggi attraversante sul tutto. Per il Ramo di Pescolanciano stelle a sei raggi (citato in NBNA) |
|        | Alessandroni e Alessandroni Cermatori (Roma) inquartato: nel 1º d'azzurro alla colonna d'argento troncata in sbarra; nel 2º di rosso al destrocherio ristretto, vestito di verde e tenente nella mano di carnagione un pugnale posto in sbarra; nel 3º d'azzurro all'albero al naturale, notrito in punta; nel 4º d'oro al leone rampante al naturale. Divisa di argento sulla troncatura, caricata di una palla d'oro e cimata da un chiodo di nero (citato in SPRE – Vol. I pag. 354) palla di oro cimata da chiodo di nero su fascia in divisa di argento su inquartato di azzurro di rosso di azzurro e di oro - colonna troncata di argento su azzurro - braccio destro ristretto vestito di verde impugnante con la mano di carnagione un pugnale posto in sbarra su rosso - albero al naturale uscente dalla punta su azzurro - leone rampante al naturale su oro (citato in LEOM)                                                                       |
|        | Alessatro (Napoletano) (la blasonatura non è stata ancora caricata) (citato in NBNA) |
|        | Alessi (Torino) Titolo: Conti di Canosio, Moiola inquartato: al 1º di rosso, all'aquila coronata d'argento; al 2º d'azzurro alla torre d'argento; al 3º d'azzurro all'albero nodrito sulla pianura erbosa, sostenente un uccello fissante un sole d'oro orizzontale destro, il tutto la naturale; al 4º scaccato di rosso e d'argento (citato in SPRE – Vol. I pag. 354 e in SUBL) aquila coronata di argento su rosso - torre di argento su azzurro uscente dalla partizione - albero su terrazzo cimato da uccello tutto al naturale su azzurro - sole di oro in alto a sinistra su azzurro - scaccato di rosso e di argento (citato in LEOM) Sostegni: due aquile coronate d'argento |
|        | Alessi o Alessio o D'Alessio (Cammarata, Nicosia, Napoli) Titoli: barone di Sisto, barone di Montegrosso, barone di Pasquale 3 rose di rosso su oro poste 2,1 (citato in SPRE – Vol. I pag. 354-355 e in LEOM) d'oro, a tre rose di rosso 2.1 Corona di barone (citato in Mango e in NBSC) (Cenno storico in Famiglie nobili di Sicilia (archiviato dall'url originale il 5 marzo 2016).) Ulteriore ragguaglio storico in Famiglie nobili di Sicilia (archiviato dall'url originale il 23 gennaio 2016). |
|        | Alessi (Colle) D'azzurro, alla branca di leone al naturale posta in fascia, accompagnata da due stelle a otto punte d'oro, 1.1 (citato in ASFI) |
|        | Alessi (Perugia) (la blasonatura non è stata ancora caricata) (citato in UNFE) Immagine nella Biblioteca Estense Universitaria (id. 7305). |
|        | Alessio (Asti) Titolo: Baroni troncato: nel 1º d'azzurro al leone d'oro linguato di rosso, tenente con la zampa anteriore destra un ramo di palma; nel 2º di rosso, a due fasce d'oro, caricate di tre stelle d'azzurro, 2, 1 (citato in SPRE – Vol. IX pag. 200 e in SUBL) leone rampante di oro ramo di palma di verde tra le anteriori su azzurro - 3 stelle (5 raggi) di azzurro su 2 fasce di oro su rosso poste 2,1 (citato in LEOM) Motto: Sic mea lux |
|        | Alessio (Asti) Titolo: Baroni troncato: nel 1º d'azzurro al leone d'oro linguato di rosso, tenente una palma di verde; nel 2º fasciato di rosso e d'oro di quattro pezzi, con tre stelle d'argento sulle fasce di rosso, due sulla superiore e una sull'inferiore (citato in SPRE – Vol. IX pag. 200 e in SUBL) leone rampante di oro ramo di palma di verde tra le anteriori su azzurro - 3 stelle (5 raggi) di argento su fasciato di rosso e oro (4 pezzi) poste 2,1 (citato in LEOM) Motto: Sic mea lux |
|        | Alessio (Sicilia) Titolo: barone d'oro con tre rose, situate 1 e 2, (male ordinate) (citato in NBSC) (Cenno storico in Famiglie nobili di Sicilia (archiviato dall'url originale il 5 marzo 2016).) |
|        | Aletti Alemagna (Roma) partito e semitroncato: nel 1º d'oro alla mezz'aquila bicipite di nero movente dalla partizione; nel 2º d'oro a due bande di rosso; nel 3º d'oro alla croce ancorata pure di rosso (citato in SPRE – Vol. IX pag. 201) mezza aquila di nero su oro uscente dalla partizione - 2 bande di rosso su oro - croce ancorata di rosso su oro (citato in LEOM) |
|        | Alevandro (Sicilia) di rosso, al monte di tre cime d'oro, battuto dal mare d'argento, fluttuoso di nero, movente dalla punta (citato in Mango) di rosso con tre monti d'oro, battuti da onde marine (citato in NBSC) 3 monti appuntiti di oro su mare di argento fluttuoso di nero uscente dalla punta tutto su rosso (citato in LEOM) (Cenno storico in Famiglie nobili di Sicilia (archiviato dall'url originale il 5 marzo 2016).) |
|        | Alexandri (Perugia) (la blasonatura non è stata ancora caricata) (citato in UNFE) Immagine nella Biblioteca Estense Universitaria (id. 7275). |
|        | Alexandry d'Orengiani o Alessandri Orengiani (Vercelli, Saluzzo, Savoia) Titolo: Baroni; Signori di Cheney (in Francia) Inquartato, al 1° e 4° d'azzurro a tre soli d'oro, 2, 1; al 2° e 3° partito d'oro e d'azzurro, all'arancio di verde, fruttato d'oro (Orengiani) Motto: Pulchriori detur (citato in SUBL e, con note storiche, in MOLA, p. 60) alias Partito d'oro e d'azzurro, all'arancio di verde, fruttato d'oro di cinque pezzi (citato in MOLA) |

### Alf
| Stemma | Casato e blasonatura |
| ------ | --- |
|        | Alfani (Firenze) D'argento, a due bande ondate di nero (immagine di ASFI in archiviodistato.firenze.it, https://web.archive.org/web/20150923173331/http://www.archiviodistato.firenze.it/ceramellipapiani2/index.php?page=Famiglia&id=125 (archiviato dall'url originale il 23 settembre 2015).) alias Bandato ondato di quattro pezzi d'argento e di nero (citato in ASFI) |
|        | Alfani (Perugia) d'oro, al leone coronato all'antica di rosso, tenente colla branca anteriore destra uno scettro d'oro, e colla sinistra il globo imperiale dello stesso; col capo d'oro carico di un'aquila coronata del campo (citato in GUCA – pag. 367, in SPRE - pag. 201 (colla coda forcata) e in DAlena) |
|        | Alfani (Roma, Perugia) leone rampante coda bifida coronato di rosso scettro di oro in destra e mondo crociato di oro in sinistra su oro - capo d'Impero (citato in LEOM) |
|        | Alfani (arma antica) (Roma, Perugia) d'oro, al leone coronato di rosso (citato in GUCA – pag. 368, in SPRE - Vol. IX pag. 201 e in DAlena) leone rampante coronato di rosso su oro (citato in LEOM) |
|        | Alfani (Perugia) (la blasonatura non è stata ancora caricata) (citato in UNFE) Immagine nella Biblioteca Estense Universitaria (id. 7234). |
|        | Alfani (Toscana) (DE) In Schwarz 3 silberne Wellenschrägbalken (citato in KHIF) |
|        | Alfani o D'Alfano (Sicilia) partito, nel 1° d'oro, a due fasce ondate d'azzurro, accompagnate da quattro torte di rosso 3 e 1 con tre stelle dello stesso, ordinate nel capo; nel 2° d'argento, a due braccia armate al naturale, moventi dai fianchi dello scudo, impugnanti nel cuore un ramo di verde, fiorito d'argento (citato in Mango) |
|        | Alfano (Napoletano) (la blasonatura non è stata ancora caricata) (citato in NBNA) |
|        | Alfano e Alfano de Notaris (Nola, Napoli) Titolo: nobili di Nola, baroni di Cannice d'azzurro alla fascia d'argento, accompagnata in capo da tre stelle ordinate in fascia, in punta da un monte di tre vette, il tutto d'oro (citato in SPRE – Vol. I pag. 355 e Vol. IX pag. 202, in PRTS e in NBNA) fascia di argento su azzurro - 3 stelle (6 raggi) di oro poste in fascia in alto - monte a 3 cime di oro in basso su azzurro (citato in LEOM) |
|        | Alfano (Scala) Partito: nel 1' d'oro a due fasce ondate di rosso accompagnate da quattro torte di rosso 3 e 1 con tre stelle dello stesso ordinate nel capo; nel 2' d'argento a due braccia vestite moventi dai fianchi dello scudo, impugnanti nel cuore un ramo di verde, fiorito d'argento (citato in DAlena) |
|        | Alfano (Napoletano) d'azzurro, alla fascia d'argento accompagnata nel capo da tre stelle d'oro a sei raggi, ordinate in fascia, ed in punta da una montagna a tre cime del medesimo (citato in NBNA e in STVS) |
|        | Alfarano (Rutigliano) di rosso al crescente d'azzurro accompagnato da tre stelle del medesimo (citato in RTGL) |
|        | Alfarano Capece e Alfarano Capece di Giurdignano (Napoli, Lecce) Titolo: nobile, conte di Ugento, col predicato di Giurdignano partito: nel 1º di rosso al crescente di argento accompagnato da tre stelle del medesimo; nel secondo di nero al leone d'oro coronato dello stesso (citato in SPRE – Vol. I pag. 355 e in PRTS) luna di argento su rosso - 3 stelle (5 raggi) di argento poste 2 in palo e una a destra della luna su rosso - leone rampante coronato di oro su nero (citato in LEOM) |
|        | Alfazio o Alfassio (Busca) Di rosso alla zampa d'oro, armata di nero Motto: Ursum ne tentes (citato in SPRE – Vol. I pag. 355 e in SUBL) |
|        | Alfazio Grimaldi e Alfassio Grimaldi (Asti) Titolo: Conti di Bellino inquartato: al 1º e 4º di rosso alla zampa d'oro, armata di nero (Alfazio); al 2º e 3º fusato d'argento e di rosso (Grimaldi) (citato in SPRE – Vol. I pag. 355 e Vol. IX pag. 202 e in SUBL) zampa di leone posta in fascia di oro su rosso - losangato di argento e di rosso (citato in LEOM) Cimiero: l'orso al naturale, tenente una spada d'argento Motto: Ursum ne tentes |
|        | Alferi o Alfiere (Polizzi, Catania) Titolo: signore di S. Basile d'azzurro, al mezzo volo spiegato d'argento, forato da una saetta dello stesso in sbarra (citato in SPRE – Vol. I pag. 356 e in NBSC) ala sinistra di argento trapassata da freccia dello stesso posta in sbarra su azzurro (citato in LEOM) (Cenno storico in Famiglie nobili di Sicilia (archiviato dall'url originale il 5 marzo 2016).) Ulteriore ragguaglio storico in Famiglie nobili di Sicilia (archiviato dall'url originale il 23 gennaio 2016).                                                                                                   |
|        | Alferi e Alferi Osorio (Abruzzo) D'azzurro al semivolo sinistro d'argento trafitto da una freccia del medesimo cadente in banda (citato in DAlena) |
|        | Alferi Osorio (L'Aquila, Napoli) partito: nel 1º d'azzurro al semivolo sinistro d'argento trafitto da una freccia del medesimo cadente in banda; nel 2º di oro a due lupi scorticati di rosso passanti l'uno sull'altro (citato in SPRE – Vol. I pag. 356) Partito: nel 1° d'azzurro all'ala d'argento passata da una freccia del medesimo movente dall'alto; nel 2° d'oro a due lupi scorticati di rosso passanti l'uno sull'altro (citato in DAlena) ala sinistra di argento trafitta da freccia dello stesso posta in banda su azzurro - 2 lupi passanti un sull'altro scorticati di rosso su oro (citato in LEOM)         |
|        | Alferio o Alfieri (Sicilia) d'azzurro al mezzo volo spiegato d'argento, forato da una saetta dello stesso in sbarra (citato in Mango) |
|        | Alfiere (Polizzi) d'azzurro con un'ala d'argento ferita da una saetta (citato in NBSC) (Cenno storico in Famiglie nobili di Sicilia (archiviato dall'url originale il 5 marzo 2016).) |
|        | Alfieri (Roma, Asti) Titolo: Marchesi di Breglio (1796), Sostegno e Castelletto Villa (1746); Conti di Casabianca, Castagnole delle Lanze, Cortemiglia, Favria, Zumaglia; Signori di Belriparo e Borgomale, Ferrere, Govone, Magliano, Mombercelli, S. Martino al Tanaro, Val di Chiesa d'oro all'aquila di nero, armata, membrata e coronata di rosso (citato in SPRE – Vol. I pag. 356 e in SUBL) (Immagine nella Raccolta stemmi Trippini (JPG).) alias aquila di nero coronata di rosso su oro (citato in LEOM) Cimiero: l'aquila del campo nascente Sostegni: due aquile, come nel campo, affrontate Motto: Tort ne dure |
|        | Alfieri (Toscana) (DE) In Rot 5 goldene Schrägbalken, überdeckt von 1 silbernen Balken (citato in KHIF) |
|        | Alfieri (Toscana) (DE) In Silber 3 rote Schrägbalken, überdeckt von 1 goldenen Balken (citato in KHIF) |
|        | Alfieri (Treviso) argento pieno - bordura di rosso (citato in LEOM) |
|        | Alfieri (Milano) (la blasonatura non è stata ancora caricata) (Immagine nella Raccolta stemmi Topoguz.) |
|        | Alfiero (Chioggia) (la blasonatura non è stata ancora caricata) (citato in Araldica gentilizia (archiviato dall'url originale il 4 marzo 2016).) |
|        | Alfiero (Napoletano) (la blasonatura non è stata ancora caricata) (citato in NBNA) |
|        | Alfonso (Sicilia) Titolo: barone di Calaci, Graniti, Mangiavacchi d'azzurro, alla fascia d'oro, accompagnata da sei stelle d'oro di sei raggi, situate tre in capo e tre in punta (citato in Mango e in NBSC) (Cenno storico in Famiglie nobili di Sicilia (archiviato dall'url originale il 5 marzo 2016).) |

### Alg
| Stemma | Casato e blasonatura |
| ------ | --- |
|        | Algaria (Sicilia) inquartato in croce di S. Andrea, il capo e la punta losangata d'oro e di nero ed ai fianchi d'azzurro, alla stella d'oro di 6 raggi (citato in Mango) inquartato in croce di S. Andrea il capo e la punta lozangato d'oro e di nero, fianchiggiato d'azzurro con una stella d'oro a sei raggi. Lo scudo sormontato da un elmo di nobile antico (citato in NBSC) alias (d'azzurro, al decusse diminuito d'oro, accantonato da tre stelle d'oro di 6 raggi e da una punta losangata d'azzurro e d'oro) (citato in Mango) (Cenno storico in Famiglie nobili di Sicilia (archiviato dall'url originale il 5 marzo 2016).) |
|        | Alghisi (Firenze) D'azzurro, all'aquila dal volo abbassato di nero, sostenuta dalla fascia diminuita d'oro, caricata di cinque rose di rosso alias D'azzurro, all'aquila dal volo spiegato di nero, sostenuta dalla fascia diminuita d'oro, caricata di cinque rose di rosso (citato in ASFI) |
|        | Alghisi (Casale) D'argento, all'aquila di nero alias D'argento, al drago di verde (citato in SUBL) |